# Solva tuberifrons
Solva tuberifrons är en tvåvingeart som först beskrevs av Yang och Akira Nagatomi 1993.  Solva tuberifrons ingår i släktet Solva och familjen lövträdsflugor.
Artens utbredningsområde är Guangxi (Kina). Inga underarter finns listade i Catalogue of Life.